# 露の團六
露の團六（つゆの だんろく、1958年9月27日-）は、日本の落語家。
露の団六とも表記。本名は井原 俊二（いはら しゅんじ）。
大滝エージェンシー所属。

## 人物と来歴
兵庫県神戸市出身。
兵庫県立夢野台高等学校、神戸大学教育学部卒業後、1980年5月5日に露の五郎兵衛に入門。
1987年から2001年までニュースとしては珍しい冠番組である「露の團六のニュース大通り」（ラジオ関西）の総合司会を務めていた。
落語で講演を行う傍ら、山手女子短期大学非常勤講師を勤めている。
ダウン症を抱える兄を持っていることから、ダウン症に関する講演も日本各地で一般向けに行っており、講演の回数は300回を超えている。

## 出演

### ラジオ
- 露の團六のニュース大通り（ラジオ関西）
- 話題屋団六大通り（ラジオ関西）

## 著書
- 「あほやけど、ノリオ ダウン症の兄貴を持って」（中央法規出版、2004年11月発行）